# Мааны
Мааны, Мааниды — ливанский феодальный род и династия правителей в средневековом Ливане. Основатель рода — Маан аль-Айюби (XII век). Фахр-ад-дин I Маан (умер 1544), признав в 1516 сюзеренитет турецкого султана Селима I (правил в 1512—20), получил от него инвеституру на управление Горным Ливаном. 

Генеалогическое древо Маанов по проф. Филиппу К.Хитти

До 1613 г. центром владений Маанов был Бааклин, селение, основанное Маанами в 1120 г. В 1613 г. эмир Юнес по приказу отбывшего в Италию Фахр эд-Дина перенес резиденцию в Дейр-эль-Камар .
Наибольшее усиление Маанов относится ко времени правления крупного друзского феодала Фахр-ад-дина II Маана (1590—1633, по другим данным, — 1635), когда власть Маанов распространялась на весь Ливан и было создано фактически автономное друзское государство.
В Пальмире (Сирия) находится хорошо сохранившийся замок Фахраддина, который служит местом религиозного паломничества друзов со всего мира. Портреты Фахраддина являются одним из символов друзов, например, они часто встречаются на транспортных средствах на месте, где у христиан находится иконка, а у мусульман цитата из Корана.

Флаг Маанов

Со 2-й половины XVII века влияние Маанов ослабло. Последний из Маанов — Ахмед Мульхим умер в 1697. "Сын Ахмеда умер ещё при жизни его, а дочь была в замужестве за сыном хасбейского владетельного эмира из дома Шихабов. Друзы, шейхи семи округов Шуфа, которым искони было присвоено право избирать владетельного эмира, составили сейм в Дейр-эль-Камаре и избрали в ливанские князья эмира Бешира рашейского, племянника с материнской стороны последнего Маана. От брака, о коем выше упомянуто, был ещё между антиливанскими Шихабами внук Ахмеда Маана двенадцатилетний эмир Хайдар, которому по прямой линии принадлежало наследство; но в азиатских племенах политическое наследство навсегда приноровлено к гражданским законам о наследии имуществом. Избирается достойнейший и способнейший. Шейхи отрядили от себя депутацию в Рашею просить эмира Бешира править Ливаном. Таким образом, Шихабы «приняли наследство Маанов и перенесли с собой на Ливан давнишние обычаи своего рода — семейные крамолы, братоубийства, посеяние раздора в подвластных для усиления своей власти, козни и искательства у пашей, набавку подати, торги и переторжки для ниспровержения соперников. Этим обеспечены вящие успехи турецкого могущества в Сирии, а Шихабы сами себя обрекли судьбе, настигшей их потомство в наше время» (Базили).
До сих пор представителя рода Маанов играют важную роль в жизни арабских стран. Султан Паша аль Атраш (1891—1982) — легендарный вождь друзов Сирии — прямой потомок Фахраддина II Маана. Он был верховным главнокомандующим сирийскими войсками во время восстания 1925—1927 годов. После поражения восстания скрывался в Иордании, откуда вернулся после заключения франко-сирийского соглашения 1937 года. После получения страной независимости активно выступал против государственного переворота, произведенного Адибом Шишакли, который для подавления друзских выступлений направил в Джебель-Друз войска, поддержанные бомбардировочной авиацией. Повторно был вынужден бежать в Иорданию. После свержения Шишакли Султан Паша сыграл решающую роль в принятии решения об объединении Сирии и Египта в Объединённую Арабскую Республику (1958 г.) и был категорическим противником разрыва союза в 1961 году. Монументы Султану паше установлены во многих городах Сирии. В 1970 году за заслуги перед родиной Президент Сирии Хафез аль-Асад наградил Султана пашу высшей государственной наградой. Известен своим патриотизмом, секуляризмом и личным мужеством. Ему принадлежат знаменитые слова во время объединения сирийских революционеров из разных подмандатных территорий (собственно Сирии, алавитского и друзского государств) в 1925 году «Религия — это для Бога, а нация — она для всех».
Видные представители египетской музыки и кино Фарид аль Атраш и Асмахан принадлежат к роду Маанов.